# Equitazione ai XVI Giochi panamericani
L'equitazione ai XVI Giochi panamericani si è svolta fra il Guadalajara Country Club (dressage), il Club Hípica (dressage/salto) e il Santa Sofía Golf Club (concorso completo) di Guadalajara, in Messico, dal 16 al 29 ottobre 2011. Così come nei Giochi olimpici uomini e donne competono insieme. Delle sei specialità in programma cinque sono state vinte dagli Stati Uniti, che hanno concluso con 10 metalli totali sui 18 disponibili.

## Calendario
Tutti gli orari secondo il Central Standard Time (UTC-6).
| Giorno    | Data           | Inizio | Fine  | Evento                                  | Fase                   |
| --------- | -------------- | ------ | ----- | --------------------------------------- | ---------------------- |
| Giorno 3  | Dom 16 ottobre | 9:00   | 13:00 | Dressage squadre                        | 1ª sessione            |
| Giorno 3  | Dom 16 ottobre | 14:30  | 17:20 | Dressage squadre                        | Finale                 |
| Giorno 4  | Lun 17 ottobre | 9:00   | 13:00 | Dressage individuale                    | 1ª sessione            |
| Giorno 4  | Lun 17 ottobre | 14:30  | 17:00 | Dressage individuale                    | Second session         |
| Giorno 6  | Mer 19 ottobre | 15:00  | 17:20 | Dressage individuale                    | Finali                 |
| Giorno 8  | Ven 21 ottobre | 9:00   | 13:00 | Concorso completo individuale/a squadre | 1ª sessione (dressage) |
| Giorno 8  | Ven 21 ottobre | 14:00  | 17:30 | Concorso completo individuale/a squadre | 2ª sessione (dressage) |
| Giorno 9  | Sab 22 ottobre | 11:00  | 15:00 | Concorso completo individuale/a squadre | Cross country          |
| Giorno 10 | Dom 23 ottobre | 12:00  | 14:00 | Concorso completo a squadre             | Salto ostacoli/Finali  |
| Giorno 10 | Dom 23 ottobre | 15:30  | 16:20 | Concorso completo individuale           | Salto ostacoli/Finali  |
| Giorno 13 | Mer 26 ottobre | 14:00  | 16:30 | Salto ostacoli individuale/a squadre    | 1º turno               |
| Giorno 14 | Gio 27 ottobre | 10:00  | 13:00 | Salto ostacoli individuale/a squadre    | 2° evento - 1º turno   |
| Giorno 14 | Gio 27 ottobre | 14:00  | 17:20 | Salto ostacoli a squadre                | Finali                 |
| Giorno 14 | Gio 27 ottobre | 14:00  | 17:20 | Salto ostacoli individuale              | 2° evento - 2º turno   |
| Giorno 16 | Sab 29 ottobre | 12:00  | 13:30 | Salto ostacoli individuale              | 3° evento - 1º turno   |
| Giorno 16 | Sab 29 ottobre | 14:30  | 15:30 | Salto ostacoli individuale              | Finali                 |

## Risultati
- Fra parentesi il nome del cavallo.

| Evento                 | Oro | Perf.  | Argento | Perf.  | Bronzo | Perf.  |
| Salto ostacoli         | |        | |        | |        |
| Individuale (dettagli) | Christine McCrea (Romantovich Take One) | 0.88   | Beezie Madden (Coral Reef Via Volo) | 1.00   | Bernardo Alves (Bridgit) | 2.09   |
| A squadre (dettagli)   | Stati Uniti Kent Farrington (Uceko) Beezie Madden (Coral Reef Via Volo) Christine McCrea (Romantovich Take One) McLain Ward (Antares F)                                      | 2.90   | Brasile Álvaro de Miranda Neto (AD Norson) Bernardo Alves (Bridgit) Karina Johannpeter (SRF dragonfly de Joter) Rodrigo Pessoa (HH Ashley)                   | 11.58  | Messico Antonio Maurer (Callao) Alberto Michan (Rosalía la Silla) Enrique González (Criptonite) Daniel Michan (Ragna T)                                                | 13.24  |
| Dressage               | |        | |        | |        |
| Individuale (dettagli) | Steffan Peters (Weltino's Magic) | 82,690 | Heather Anderson Blitz (Paragon) | 81,917 | Marisa Festerling (Big Tyme) | 77,545 |
| A squadre (dettagli)   | Stati Uniti Steffan Peters (Weltino's Magic) Heather Anderson Blitz (Paragon) Cesar Alberto Parra (Grandioso) Marisa Festerling (Big Tyme)                                   | 75,754 | Canada Thomas Dvorak (Viva's Salieri W) Crystal Kroetch (Lymrix) Tina Irwin (Winston) Roberta Byng-Morris (Reiki Thyne)                                      | 70,413 | Colombia Marco Bernal (Farewell) Constanza Jaramillo (Wakana) Juan Mauricio (First Fisherman) María Inés García (Beckam)                                               | 69,614 |
| Concorso completo      | |        | |        | |        |
| Individuale (dettagli) | Jessica Phoenix (Pavarotti) | 43,90  | Hannah Burnett (Harbour Pilot) | 45,20  | Bruce Davidson Jr (Foxwood High) | 48,90  |
| A squadre (dettagli)   | Stati Uniti Lynn Symansky (Donner) Hannah Burnett (Harbour Pilot) Jack Pollard (Schoensgreen Hanni) Bruce Davidson Jr (Absolute Liberty) Shannon Lilley (Ballingowan Pizazz) | 138,60 | Canada Selena O'Hanlon (Foxwood High) Rebecca Howard (Roquefort) Jessica Phoenix (Pavarotti) Hawley Bennett (Five O'clock Somewhere) James Atkinson (Gustav) | 147,40 | Brasile Jesper Martendal (Laid Jimmy) Marcelo Tosi (Eleda All Black) Marcio Jorge (Josephine MCJ) Rui Fonseca Filho (Tom Bombadill Too) Serguei Fofanoff (Barabara TW) | 162,70 |

## Medagliere
| Posizione | Nazione     | Oro | Argento | Bronzo | Totale |
| --------- | ----------- | --- | ------- | ------ | ------ |
| 1         | Stati Uniti | 5   | 3       | 2      | 10     |
| 2         | Canada      | 1   | 2       | 0      | 3      |
| 3         | Brasile     | 0   | 1       | 2      | 3      |
| 4         | Colombia    | 0   | 0       | 1      | 1      |
| 4         | Messico     | 0   | 0       | 1      | 1      |
| Totale    | Totale      | 6   | 6       | 6      | 18     |